# Camila Toscano
Camila Araújo Toscano  (João Pessoa, 15 de outubro de 1980) é uma advogada e política brasileira, filiada ao Partido da Social Democracia Brasileira (PSDB) e atualmente é deputada estadual da Paraíba.

## Biografia
Camila Toscano nasceu em João Pessoa, é formada em Direito pelo Unipê. Filha do ex-deputado Zenóbio Toscano e da ex-deputada Léa Toscano. A eleição de 2014, foi a primeira incursão de Camila Toscano na política. Atualmente, participa da Comissão de Constituição e Justiça e preside a Comissão dos Direitos da Mulher.
Em 2018, foi reeleita para o segundo mandato como deputada estadual pela Paraíba, obtendo 30.711 votos.